# Pyrenopeziza solidaginis
Pyrenopeziza solidaginis är en svampart som först beskrevs av Petter Adolf Karsten, och fick sitt nu gällande namn av Joseph Schröter 1893. Enligt Catalogue of Life ingår Pyrenopeziza solidaginis i släktet Pyrenopeziza, ordningen disksvampar, klassen Leotiomycetes, divisionen sporsäcksvampar och riket svampar, men enligt Dyntaxa är tillhörigheten istället släktet Pyrenopeziza, familjen Dermateaceae, ordningen disksvampar, klassen Leotiomycetes, divisionen sporsäcksvampar och riket svampar. Arten är reproducerande i Sverige. Inga underarter finns listade i Catalogue of Life.